# Biserica de lemn din Cutca

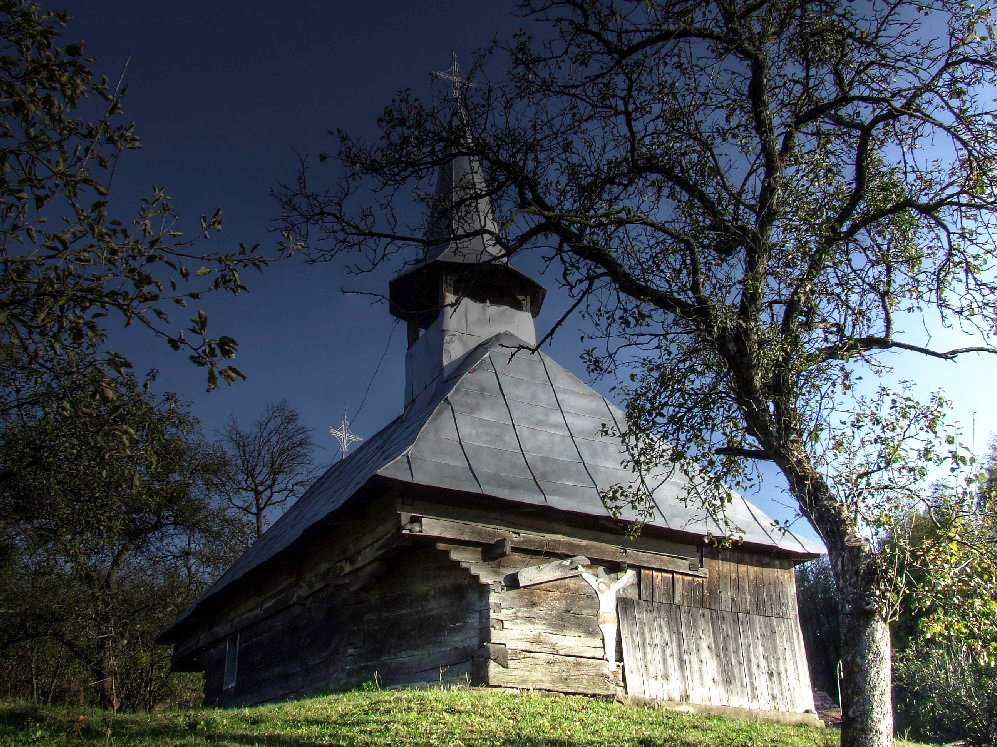
Biserica de lemn din Cutca, județul Cluj, 2008

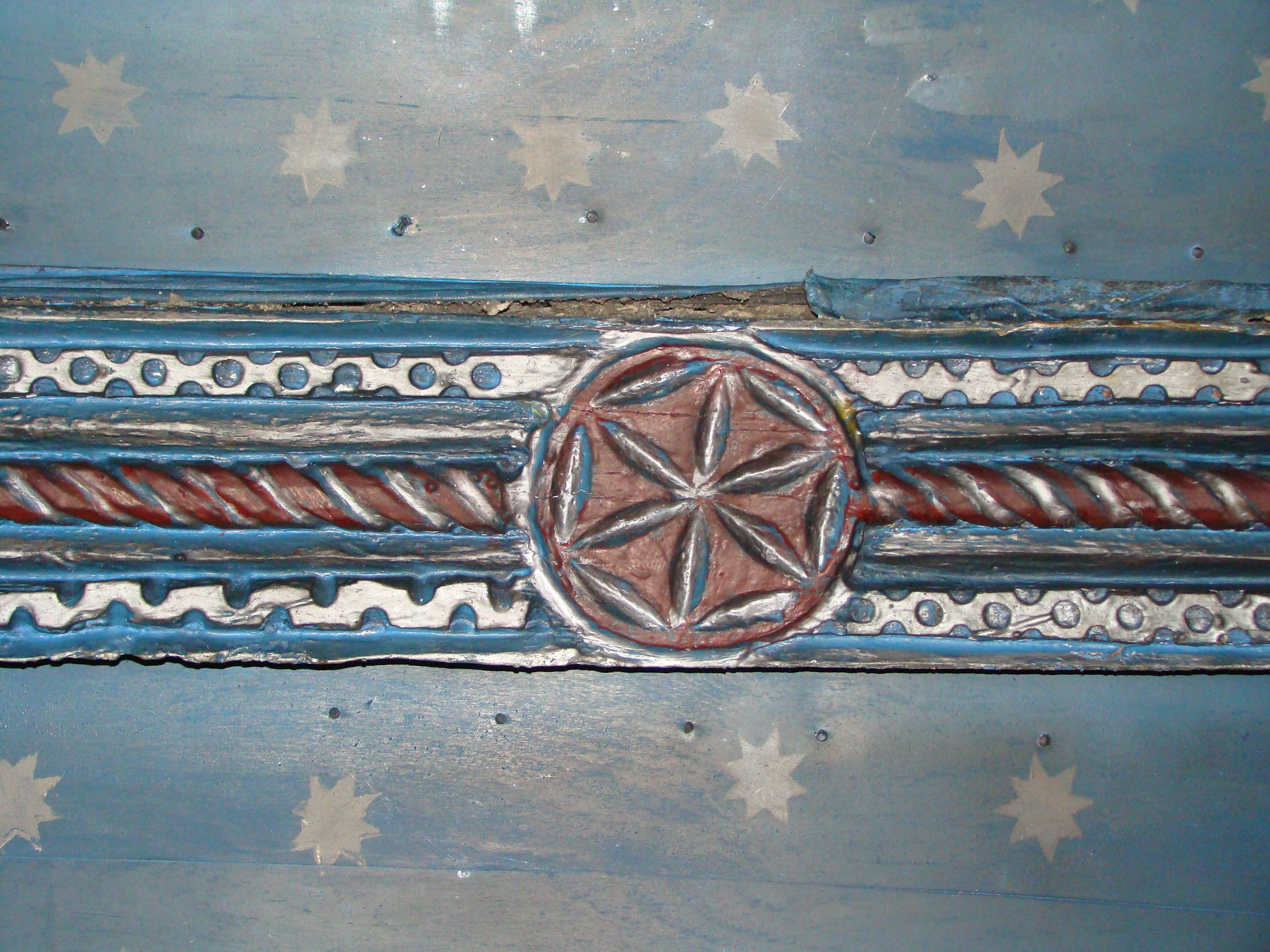

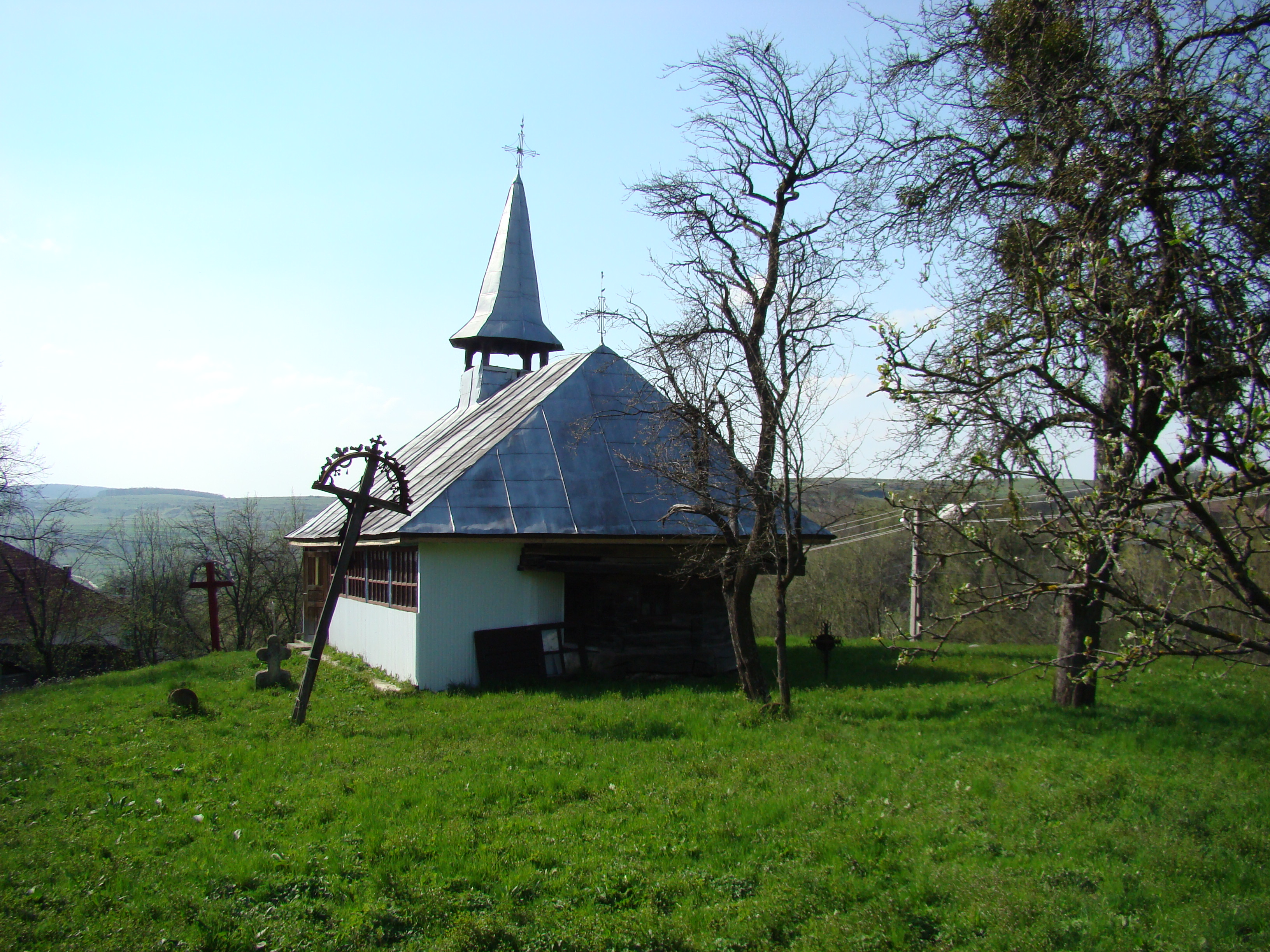

Biserica de lemn din Cutca, comuna Sânmartin, județul Cluj, datează din anul 1720. Are hramul „Sfinții Arhangheli Mihail și Gavriil”. Biserica se află pe noua listă a monumentelor istorice sub codul LMI:  CJ-II-m-B-07585.

## Trăsături
În satul Cutca, comuna Sânmărtin, se găsește un edificiu religios de lemn din 1720, monument istoric.
Decorul sculptat. Biserica este decorată prin incizie cu motive precum frânghia răsucită și rozeta solară, motive prezente pe usciorii intrării în pronaos, pe aceia ai intrării din pronaos în naos sau pe arcul dublou din naos.
Peste aceste motive s-a aplicat pictură.
Pictura. Pictura murală a fost acoperită, în cea mai mare măsură, cu pal, fragmente se mai păstrează în altar, la iconostas.
Patrimoniu. În patrimoniul bisericii nu se mai păstrează icoane vechi.
Starea de conservare. Monumentul a fost acoperit cu tablă înainte de 1989. În urma cu zeci de ani, s-a construit un pridvor pe latura de sud, adăugat în mod brutal pereților vechi ai bisericii. Din peretele de sud s-au scos câteva bârne pentru a realiza o fereastră mare, care dă în pridvor.

## Imagini din interior

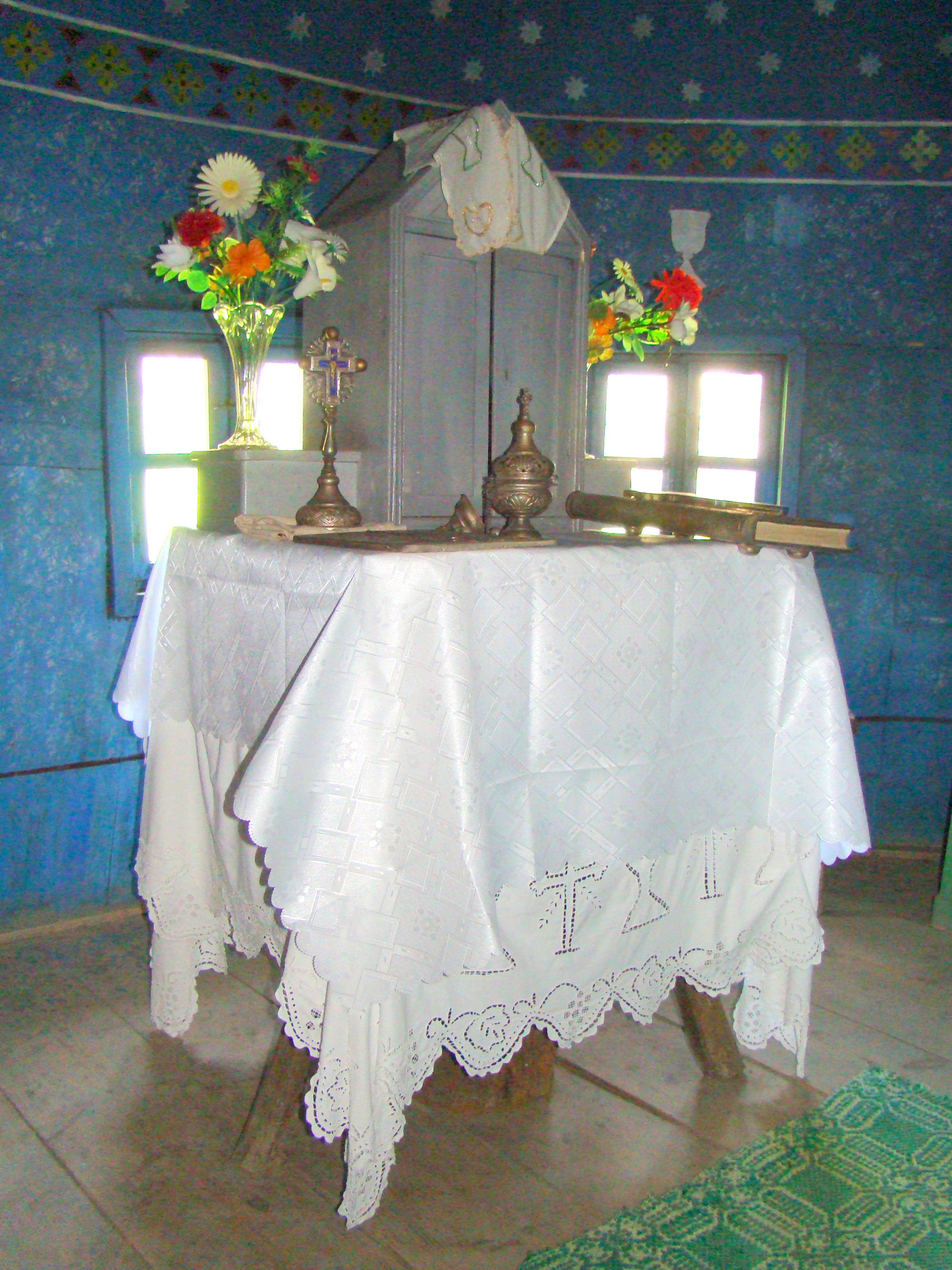
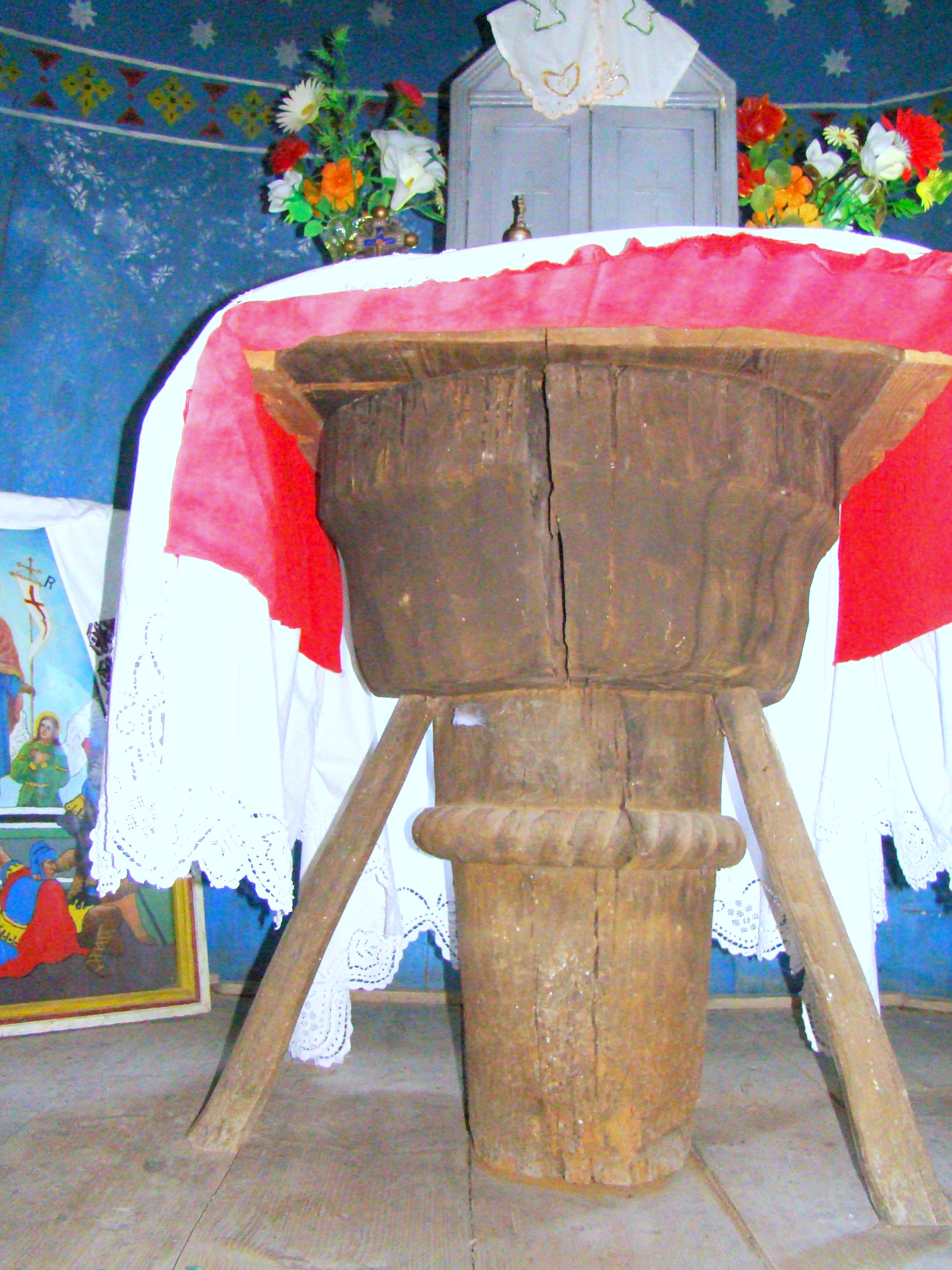
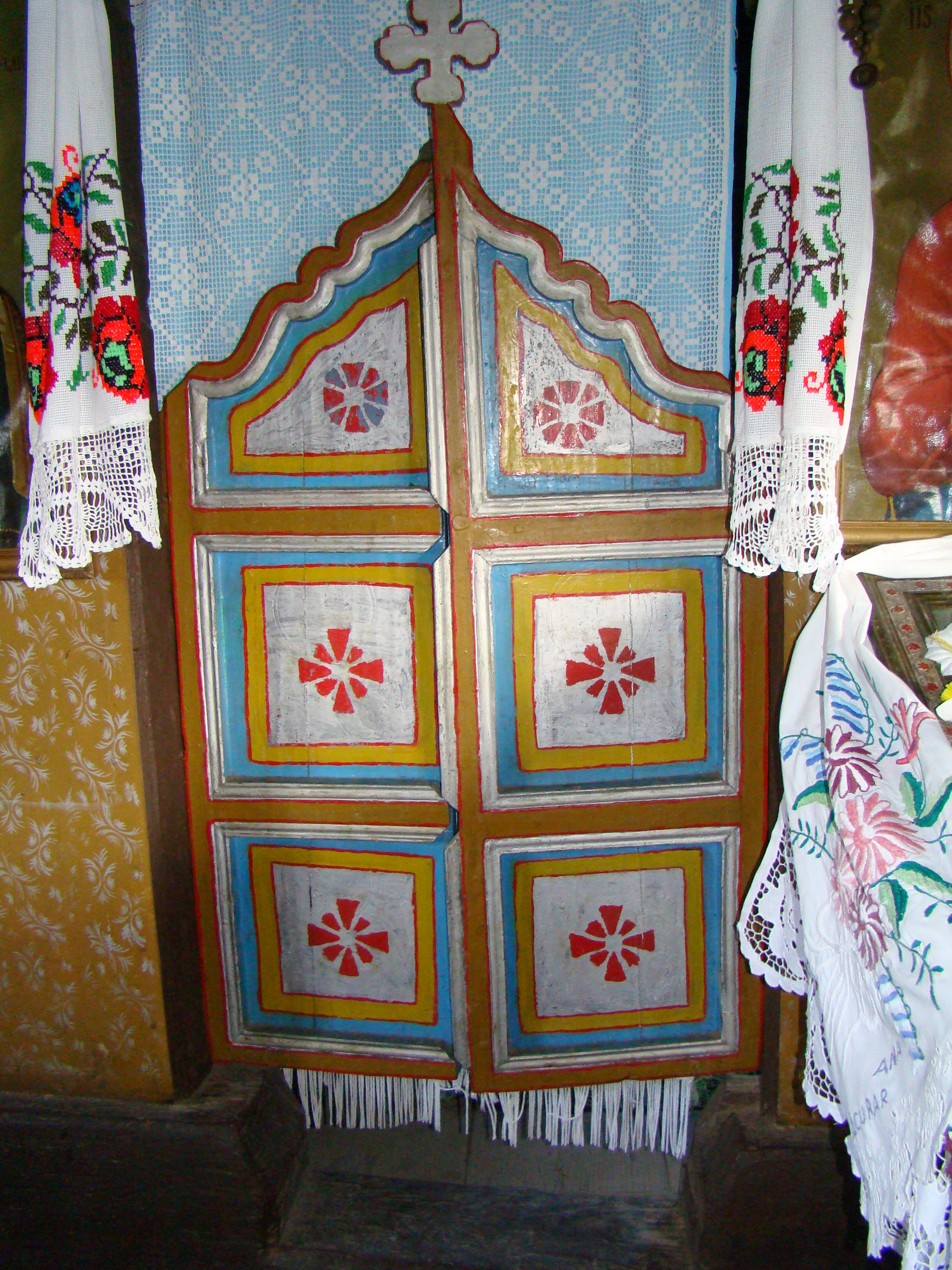
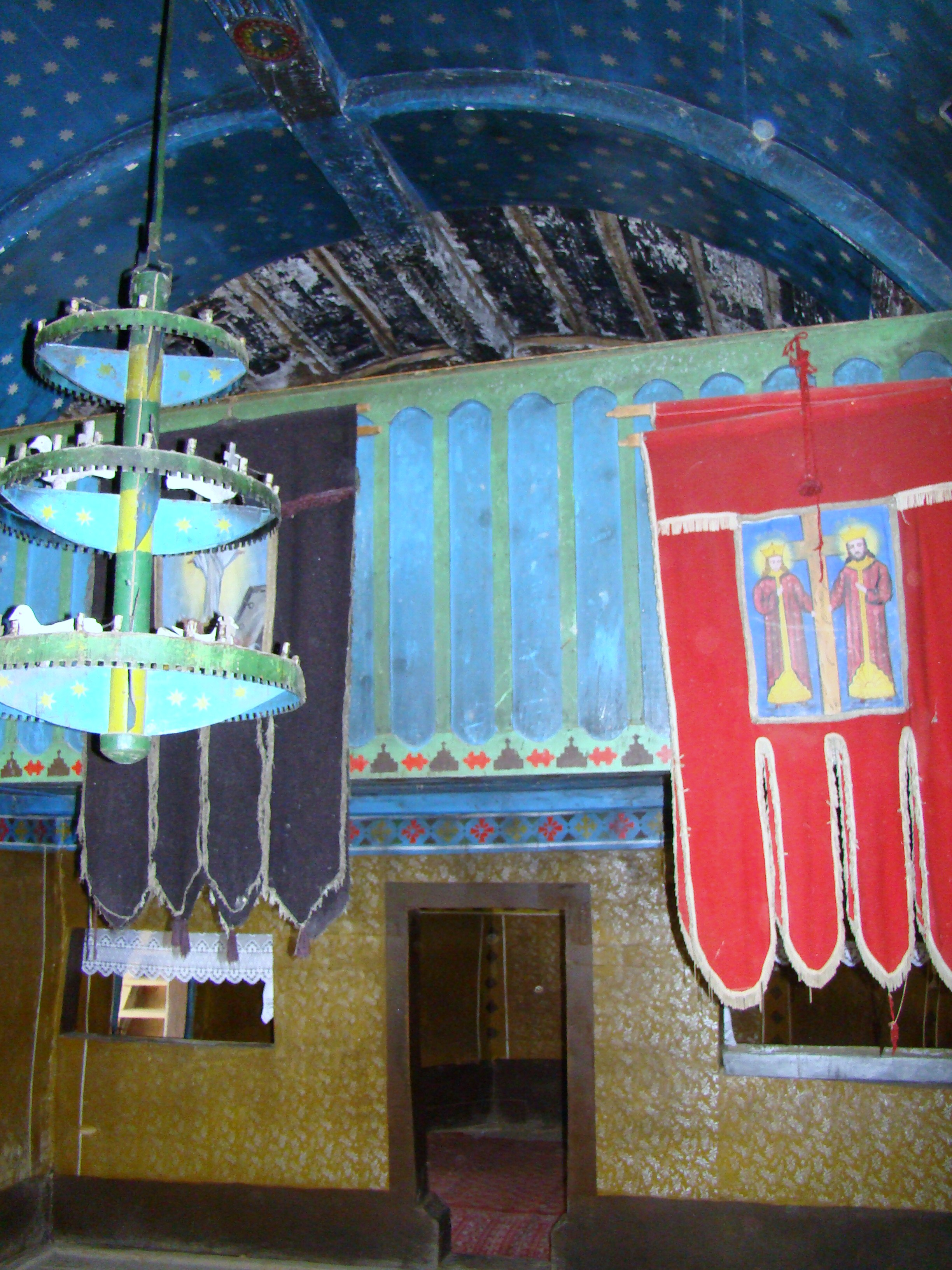
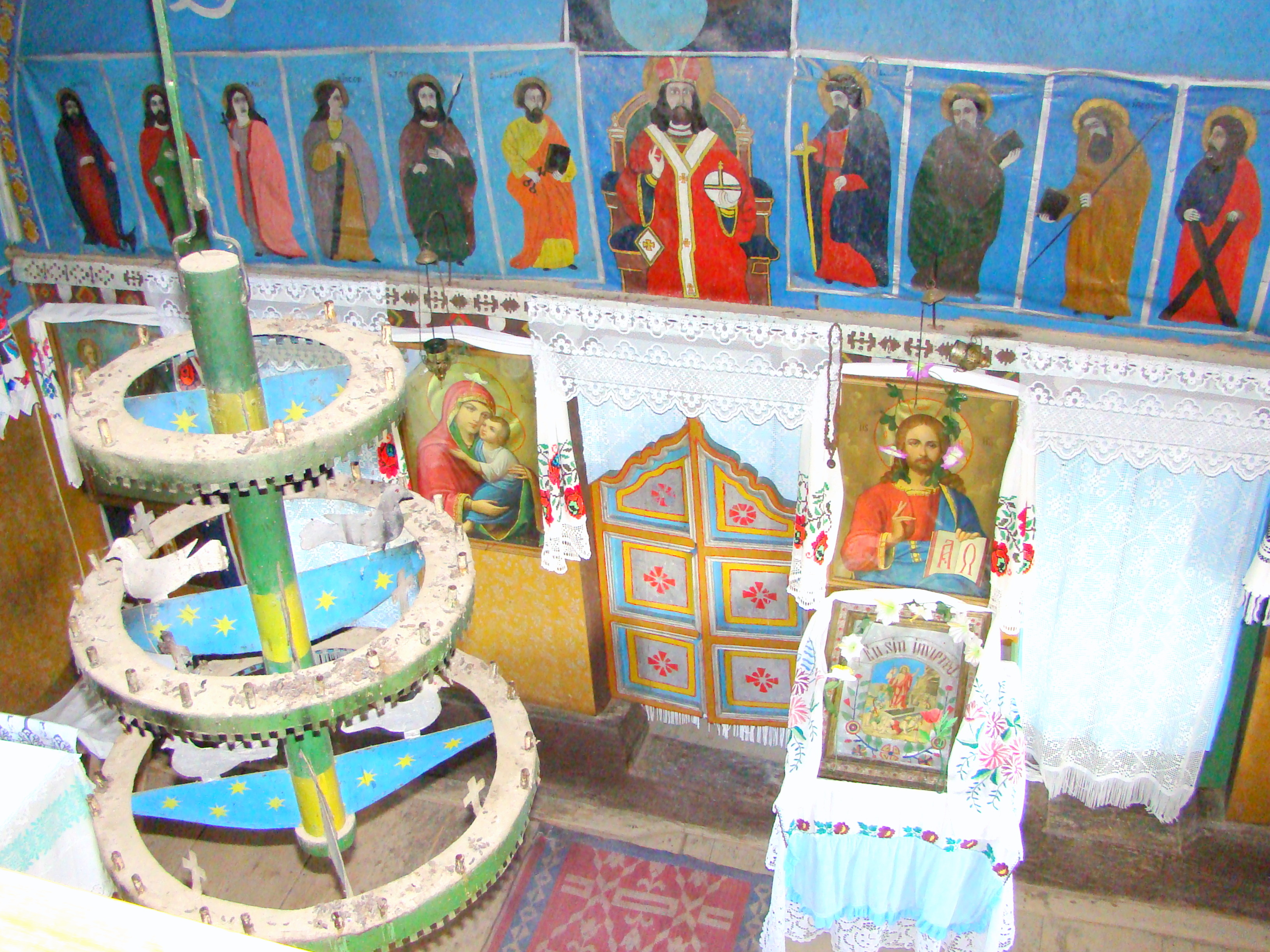

## Imagini din exterior

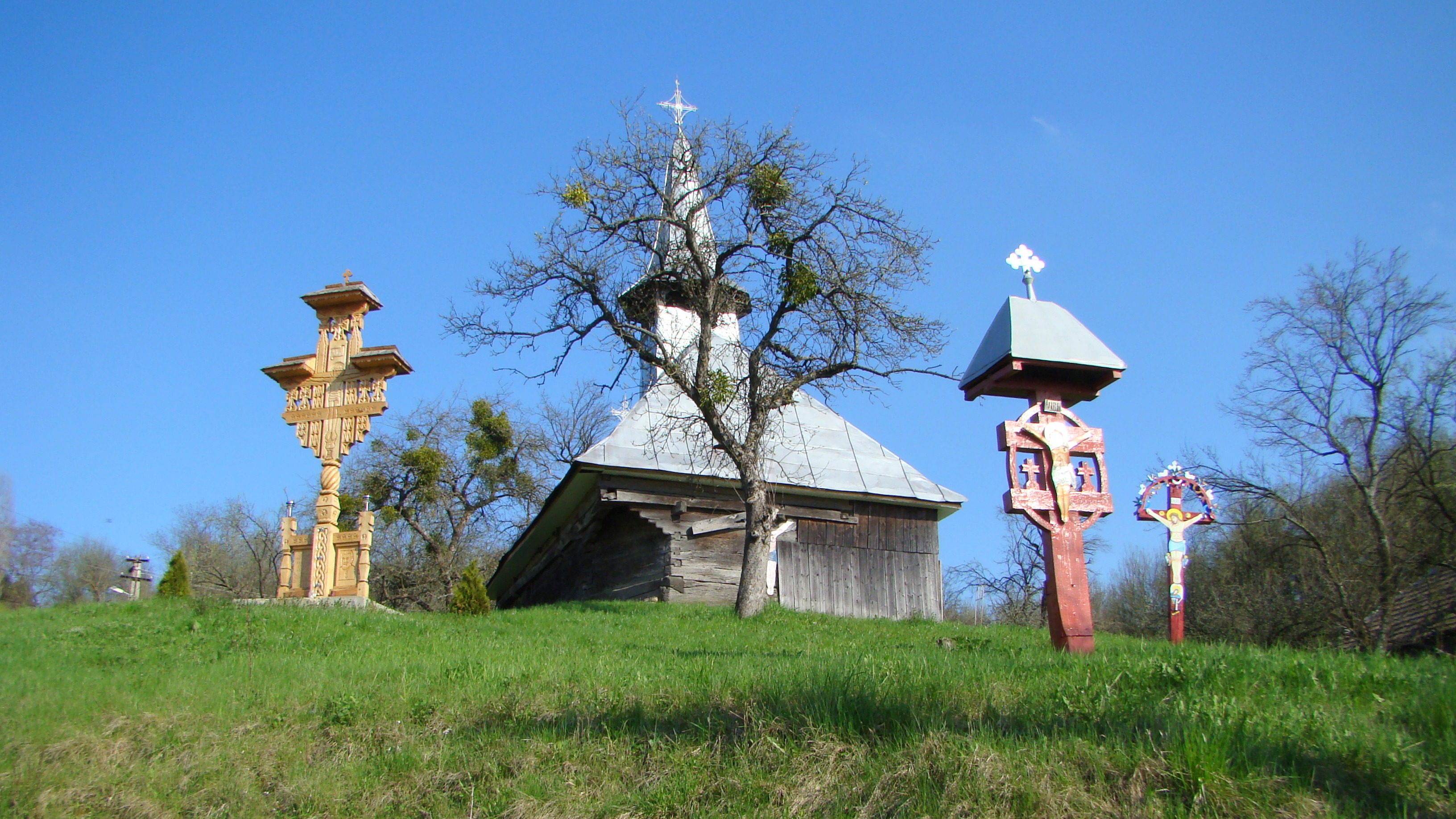
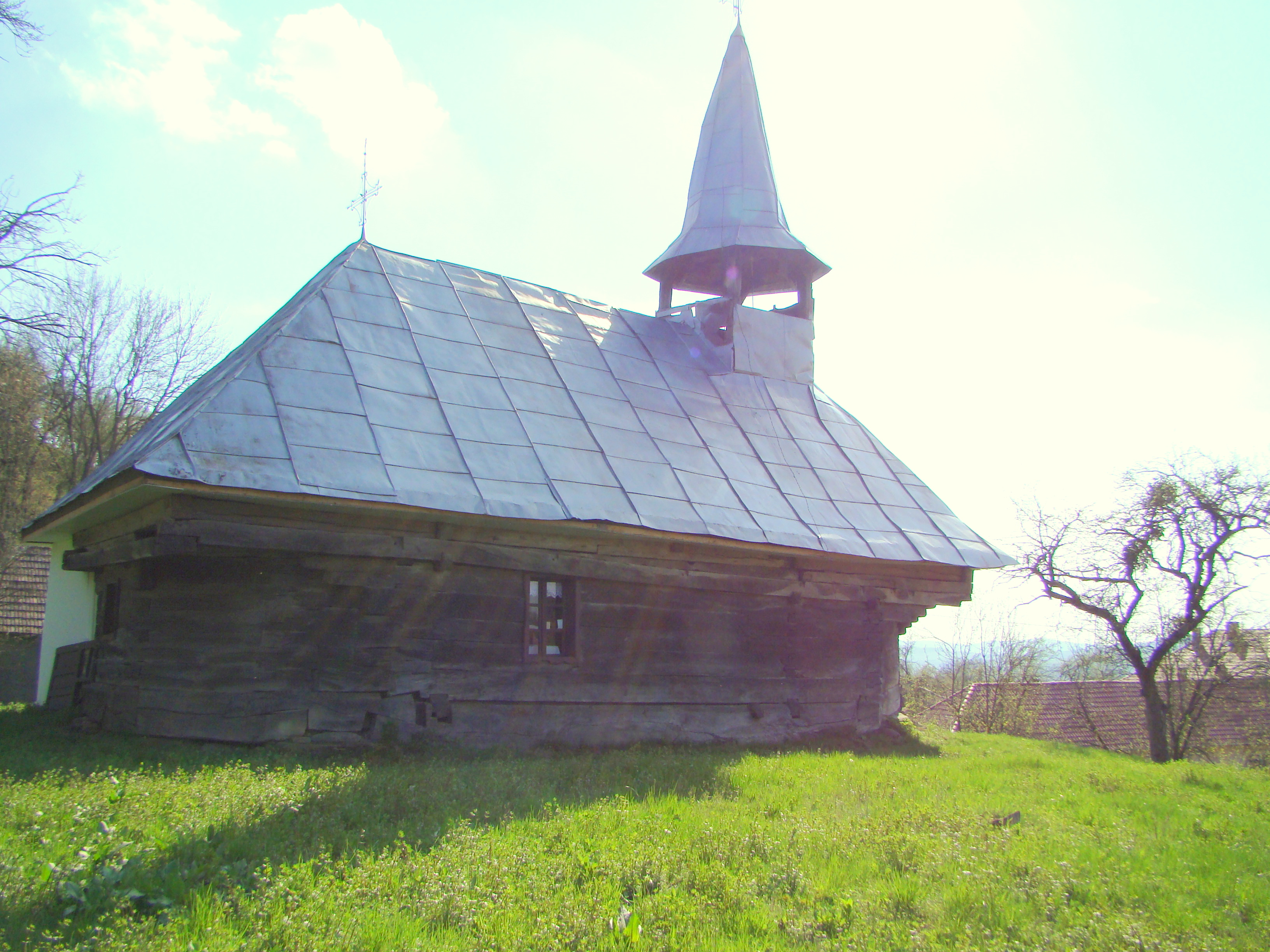
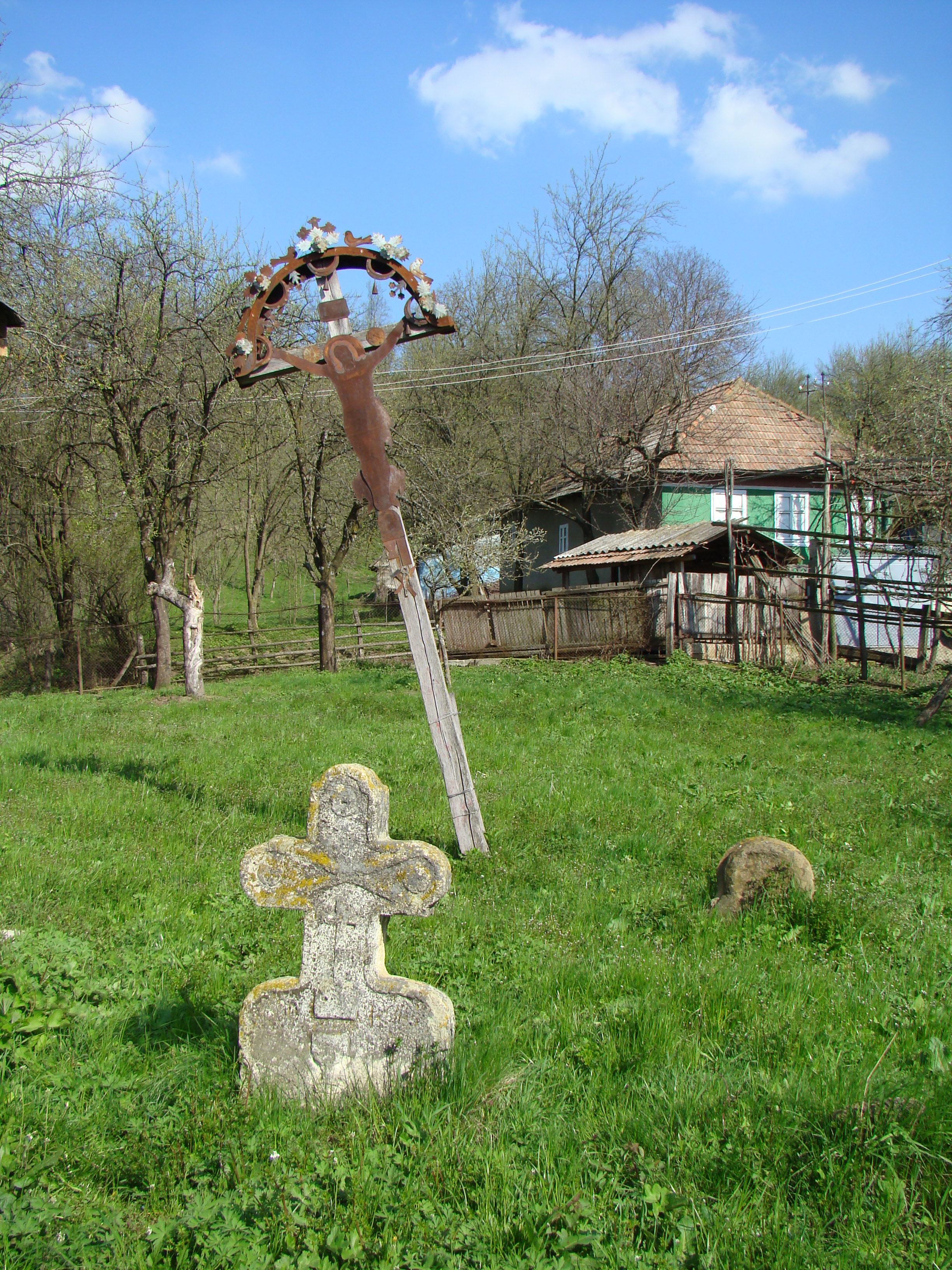
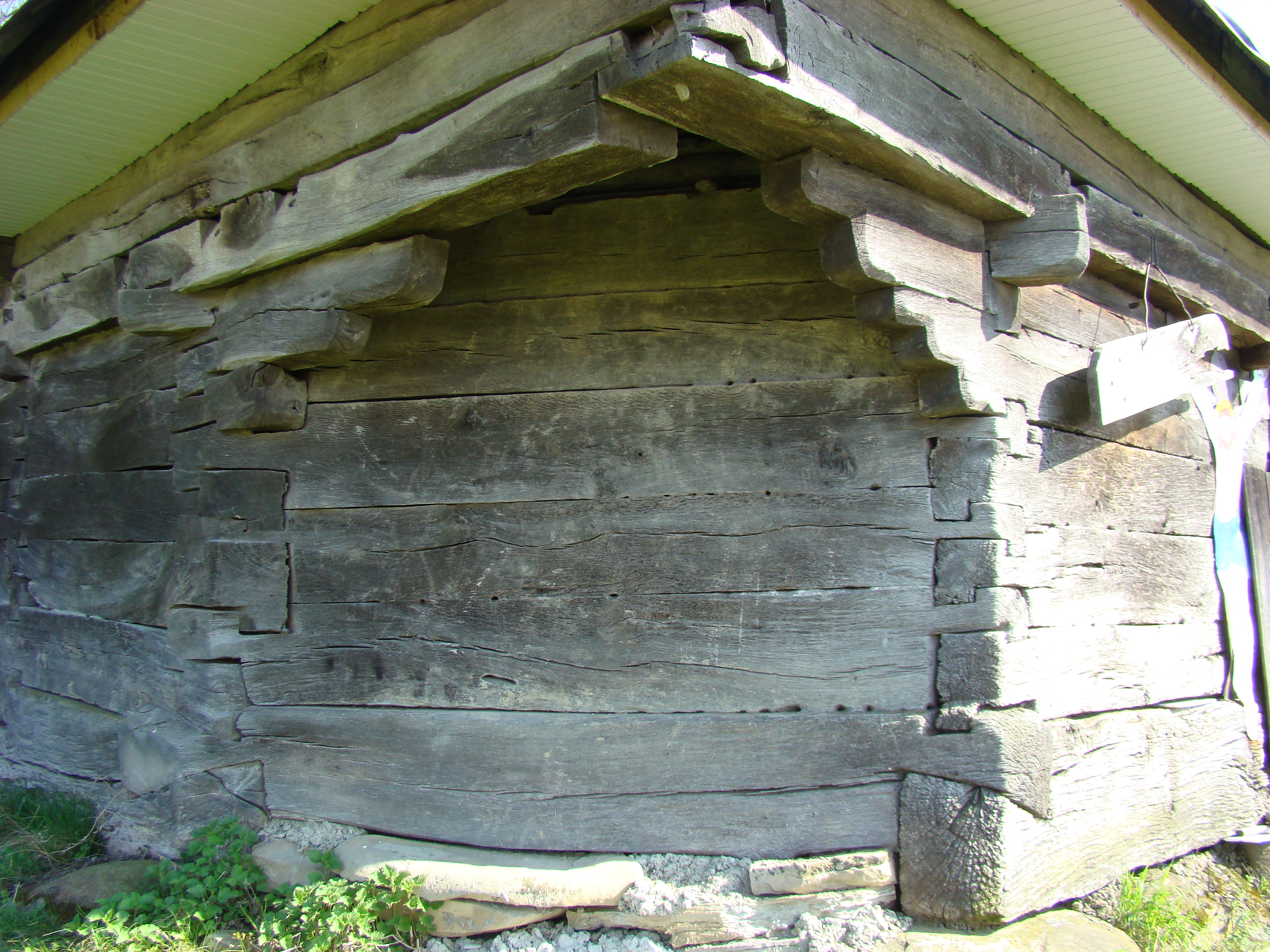
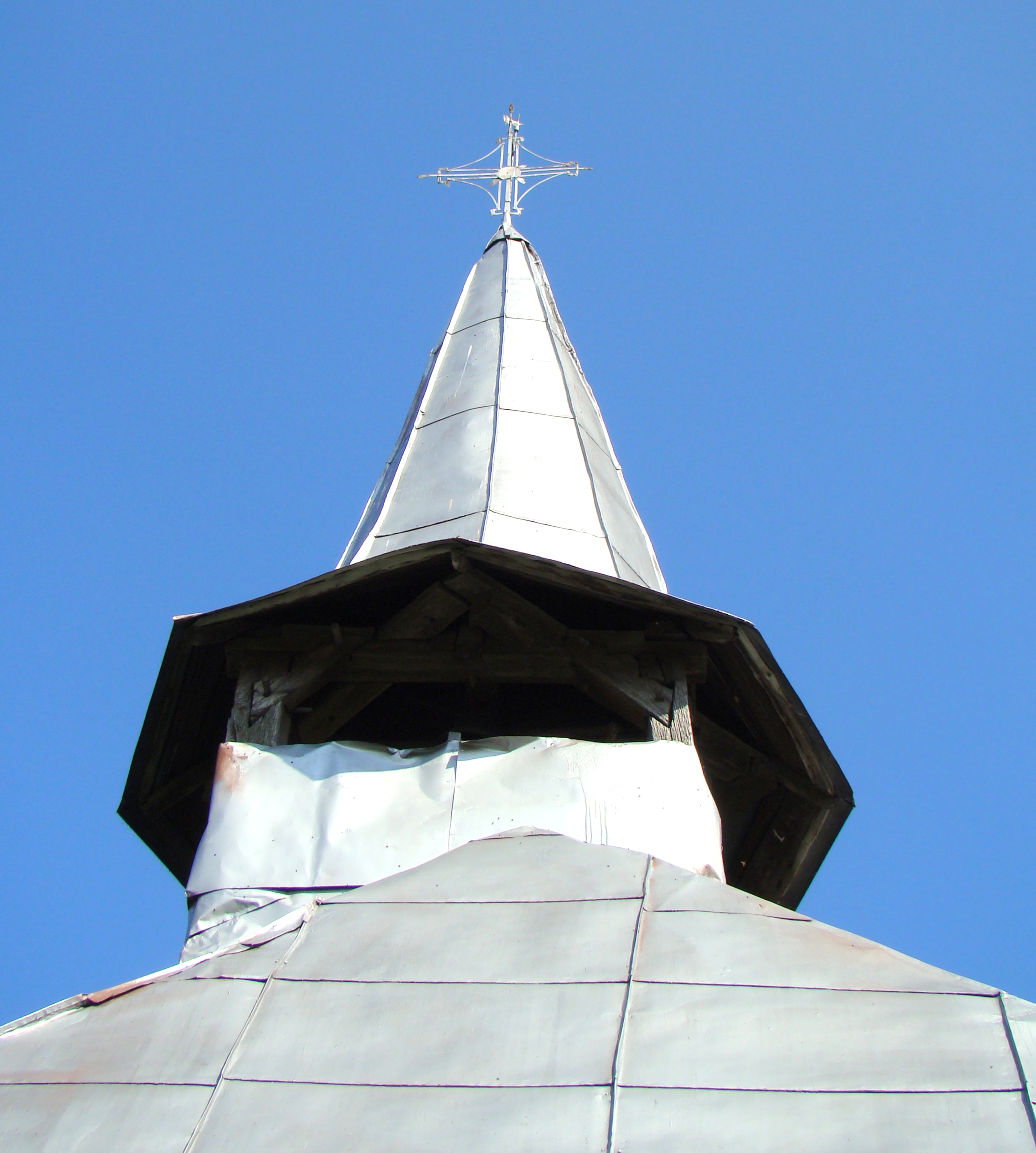
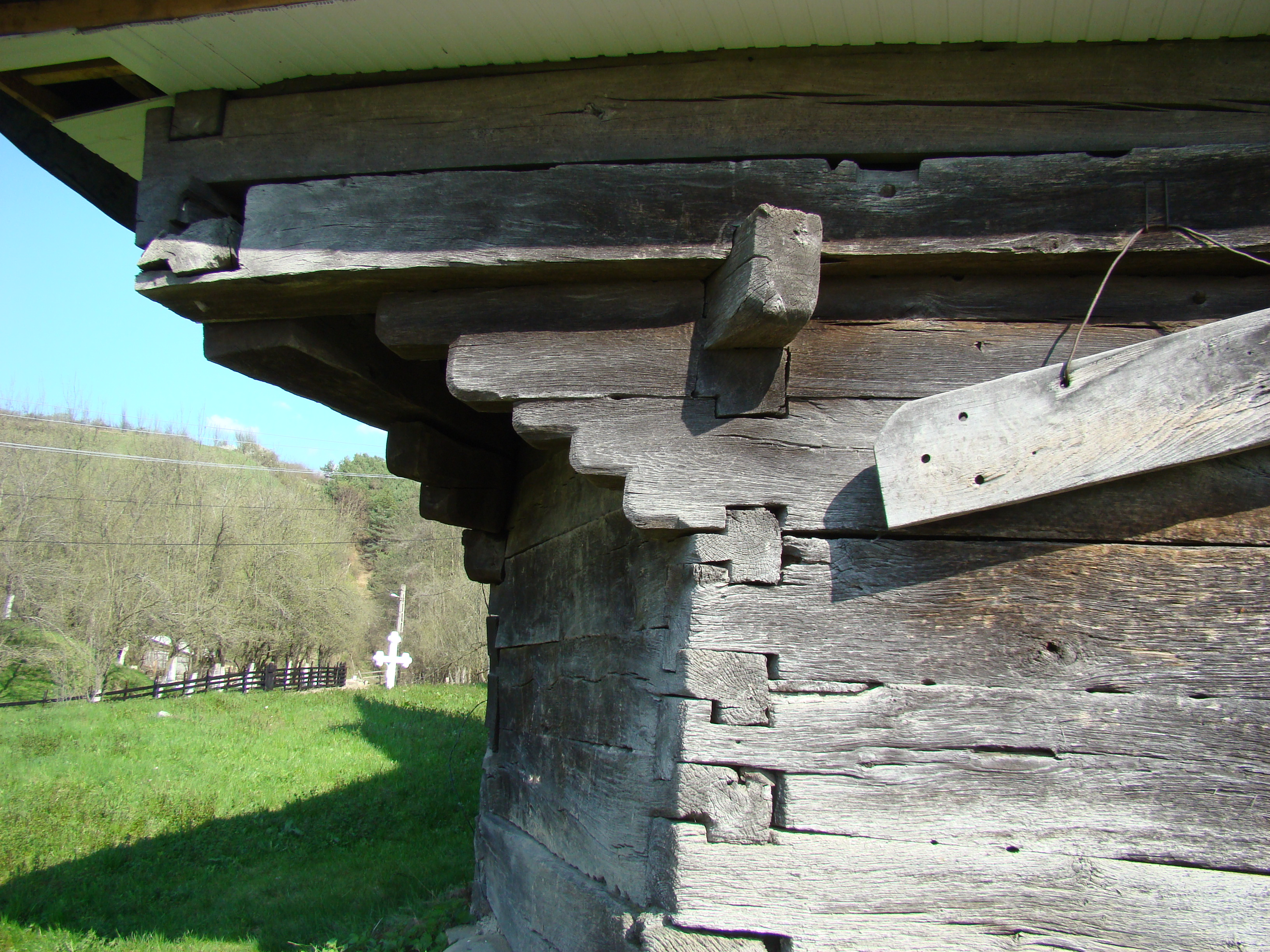
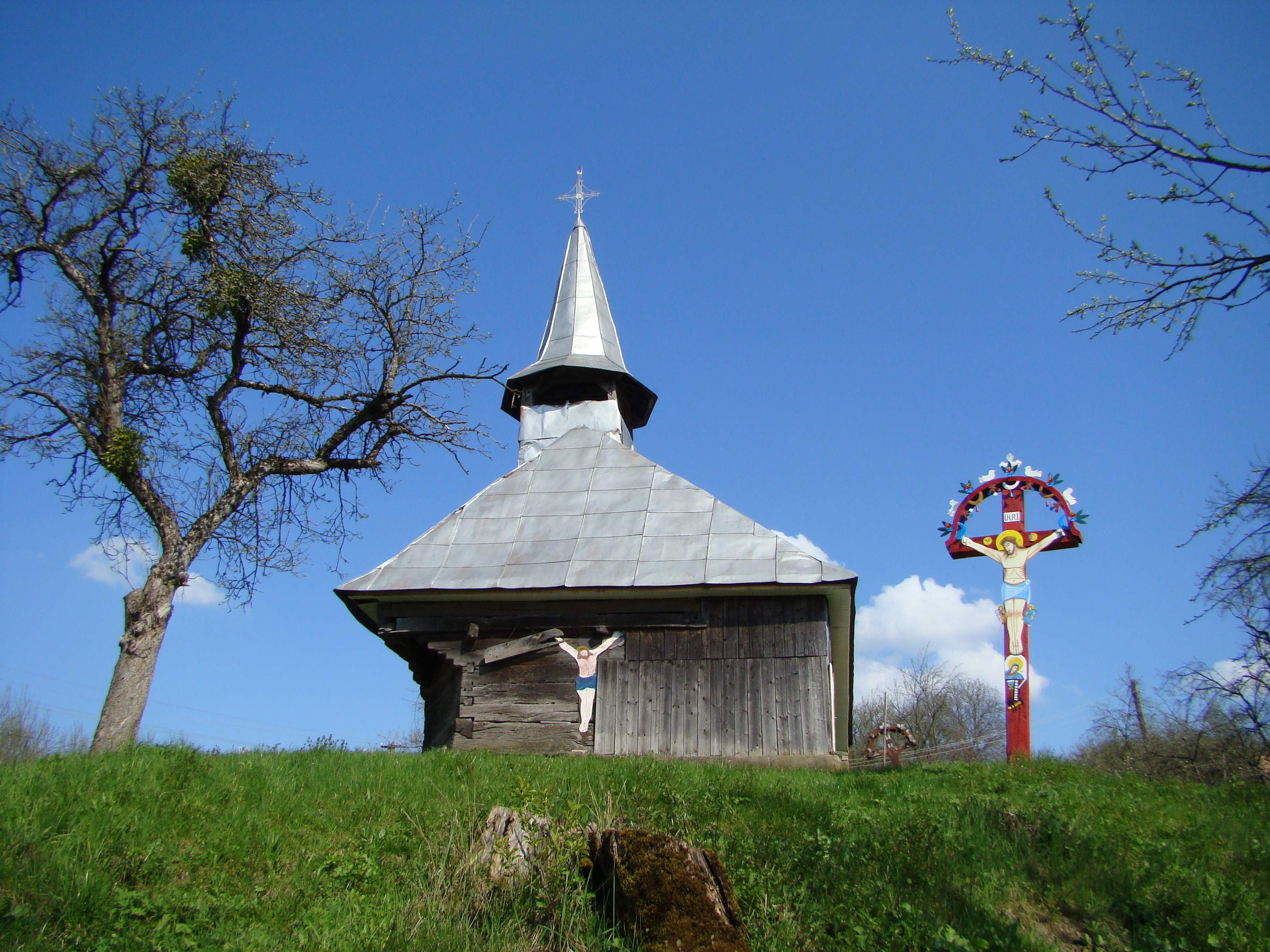
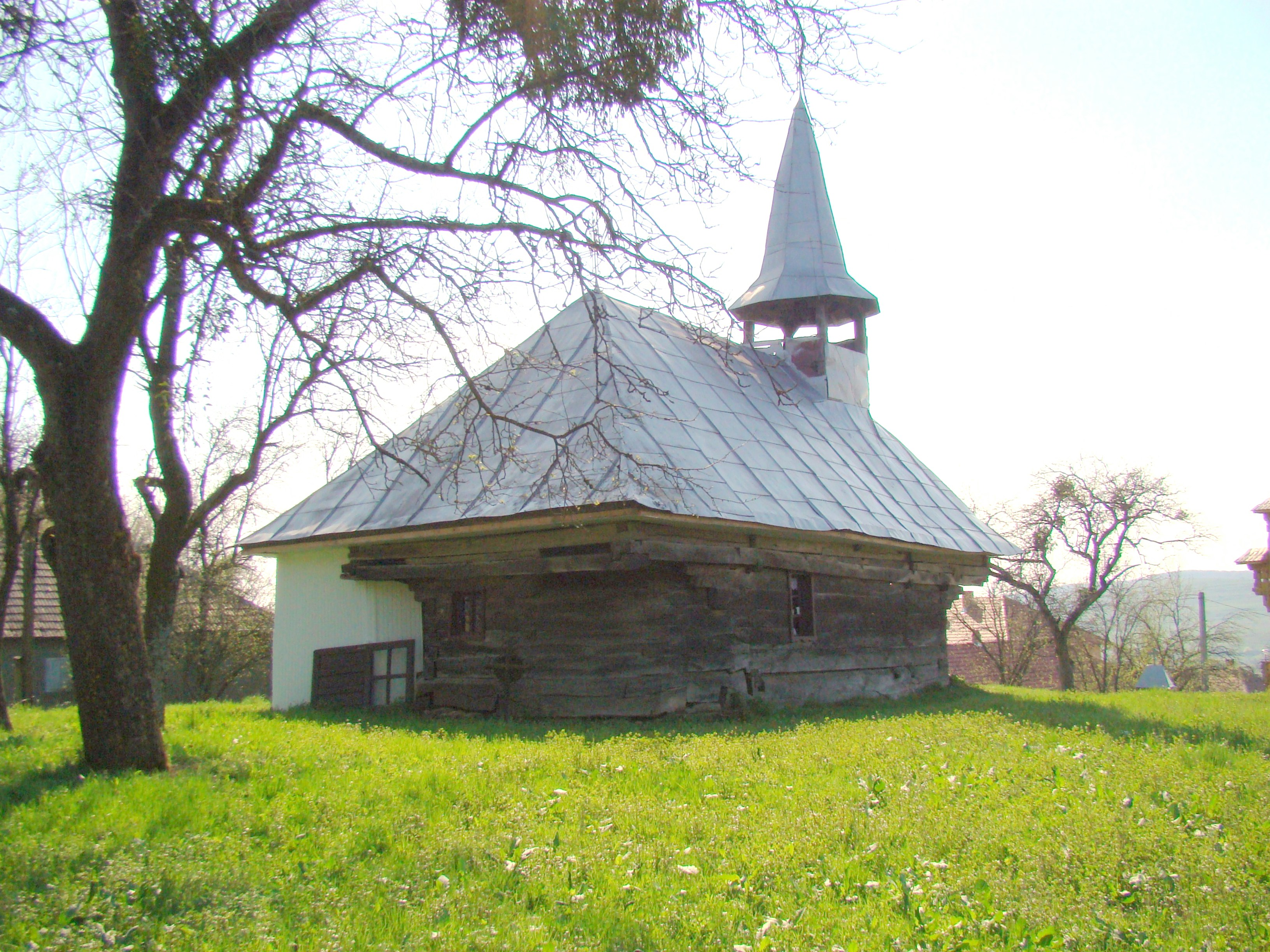
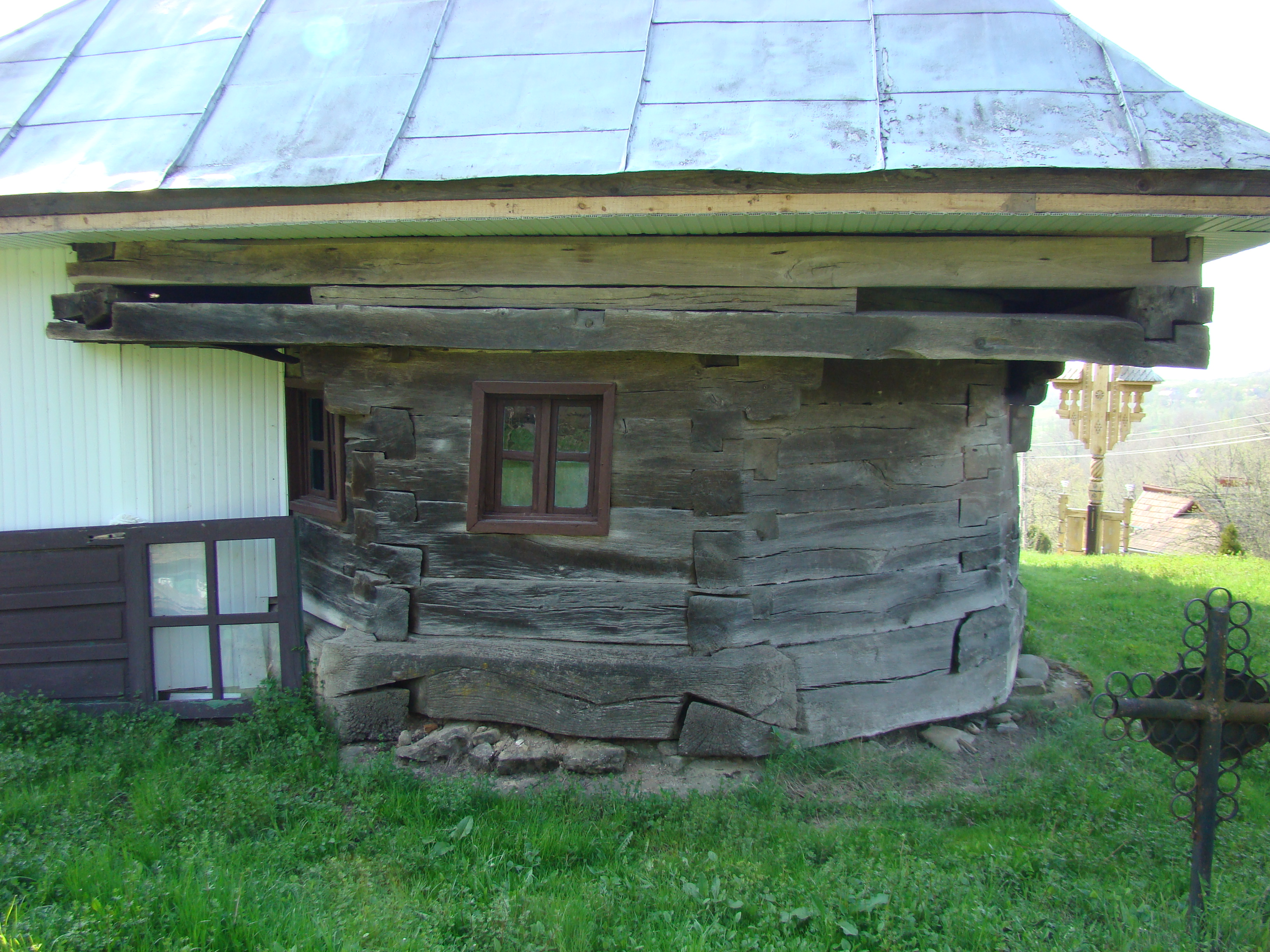
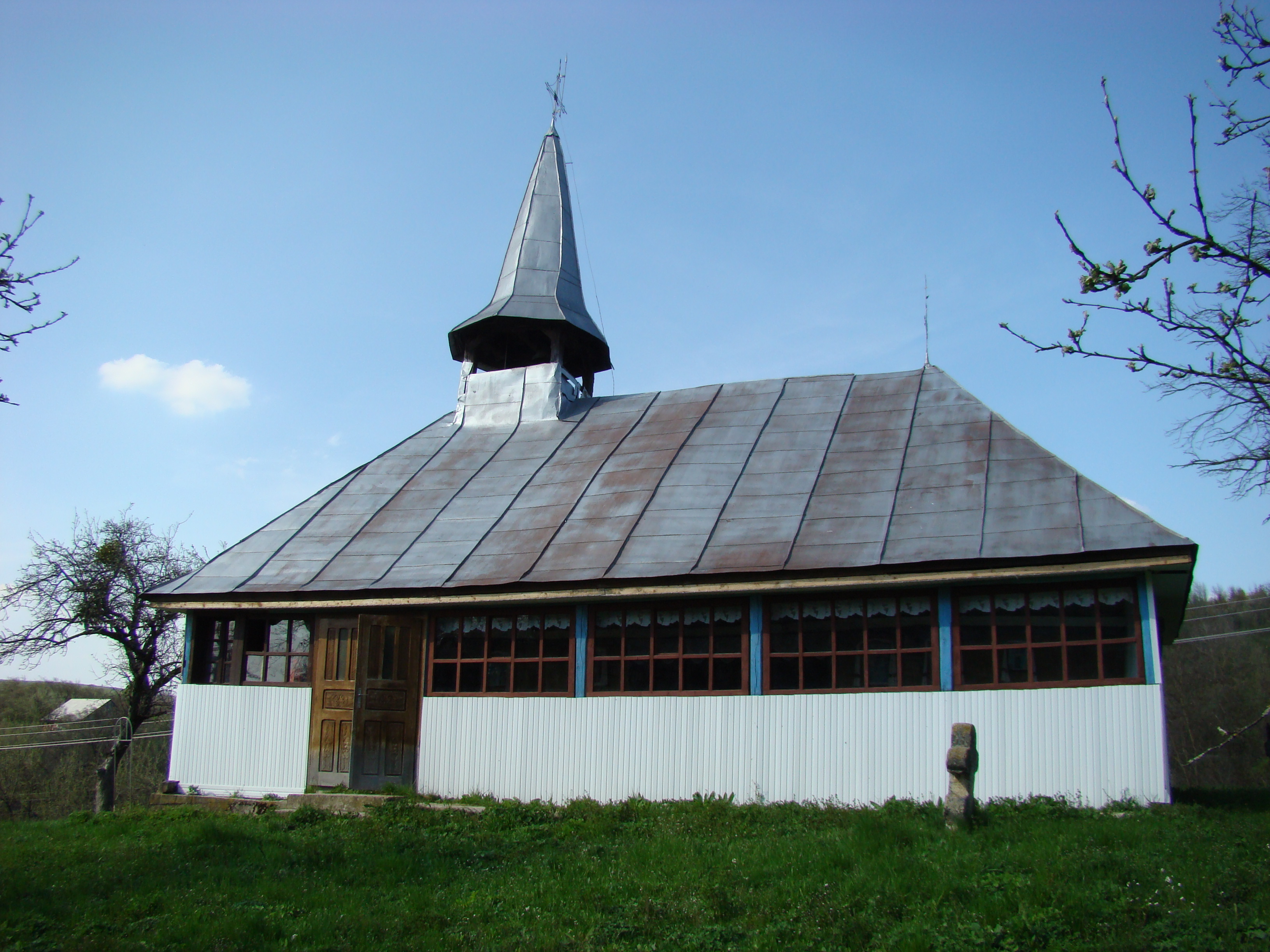
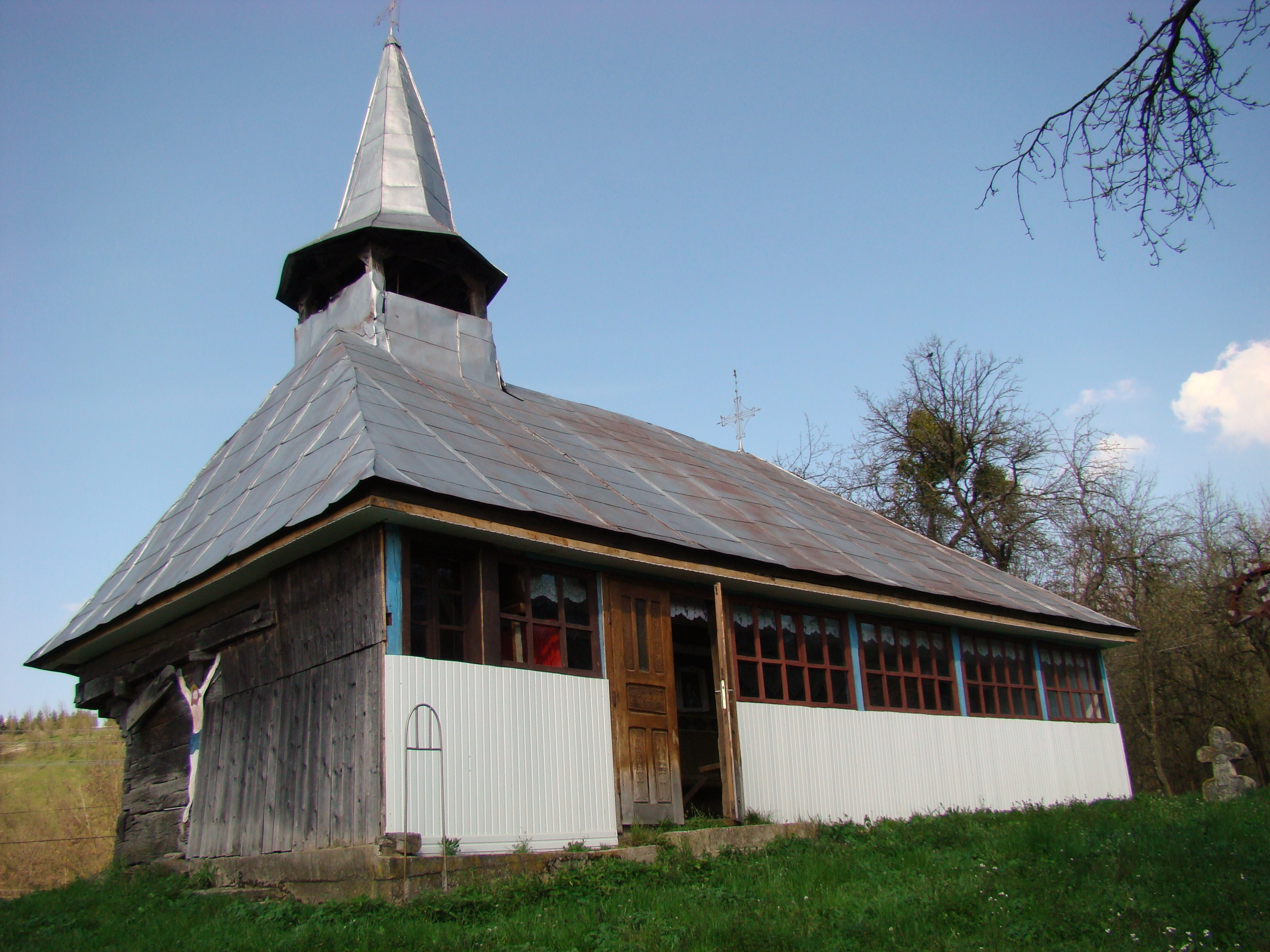
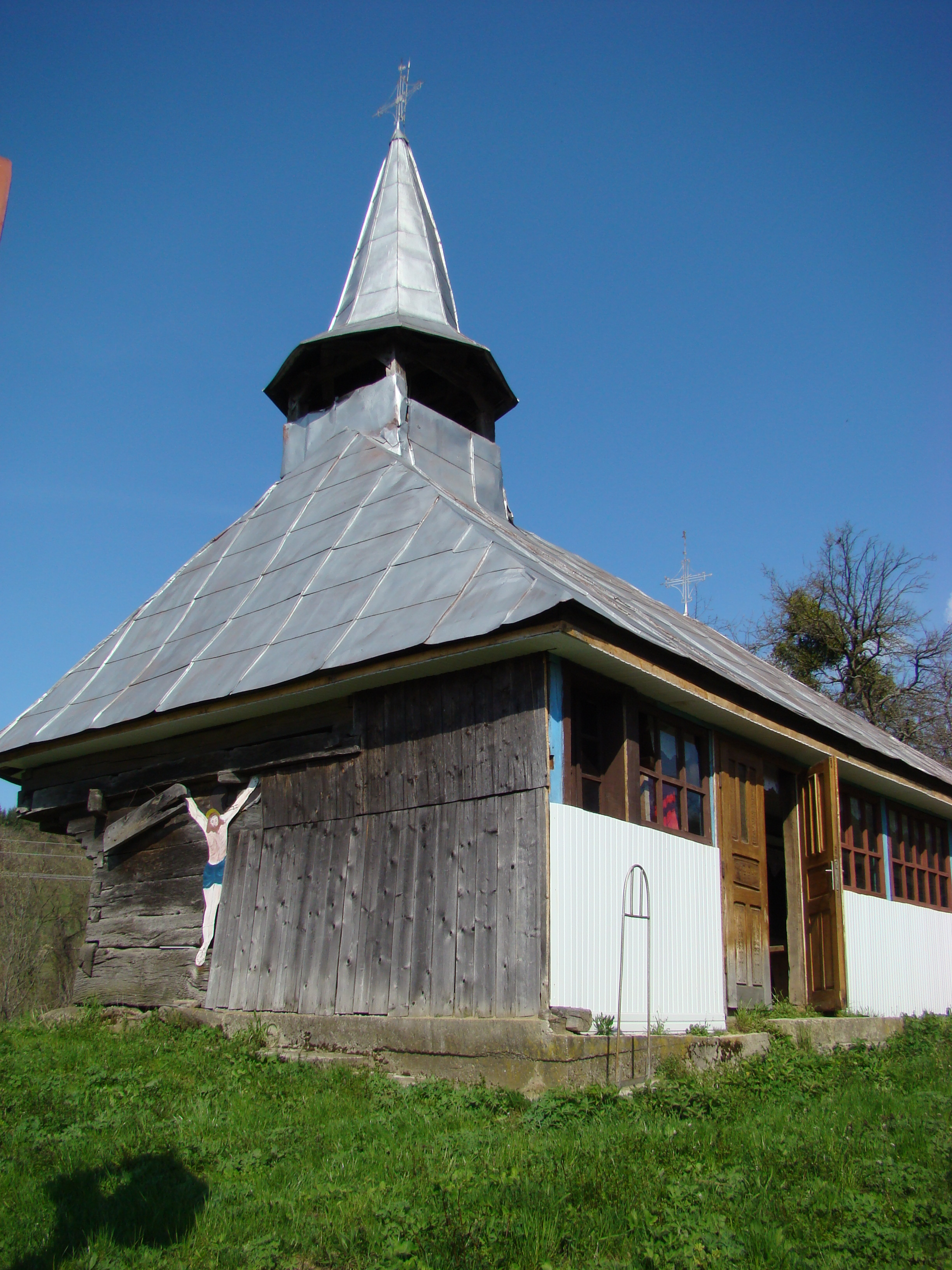
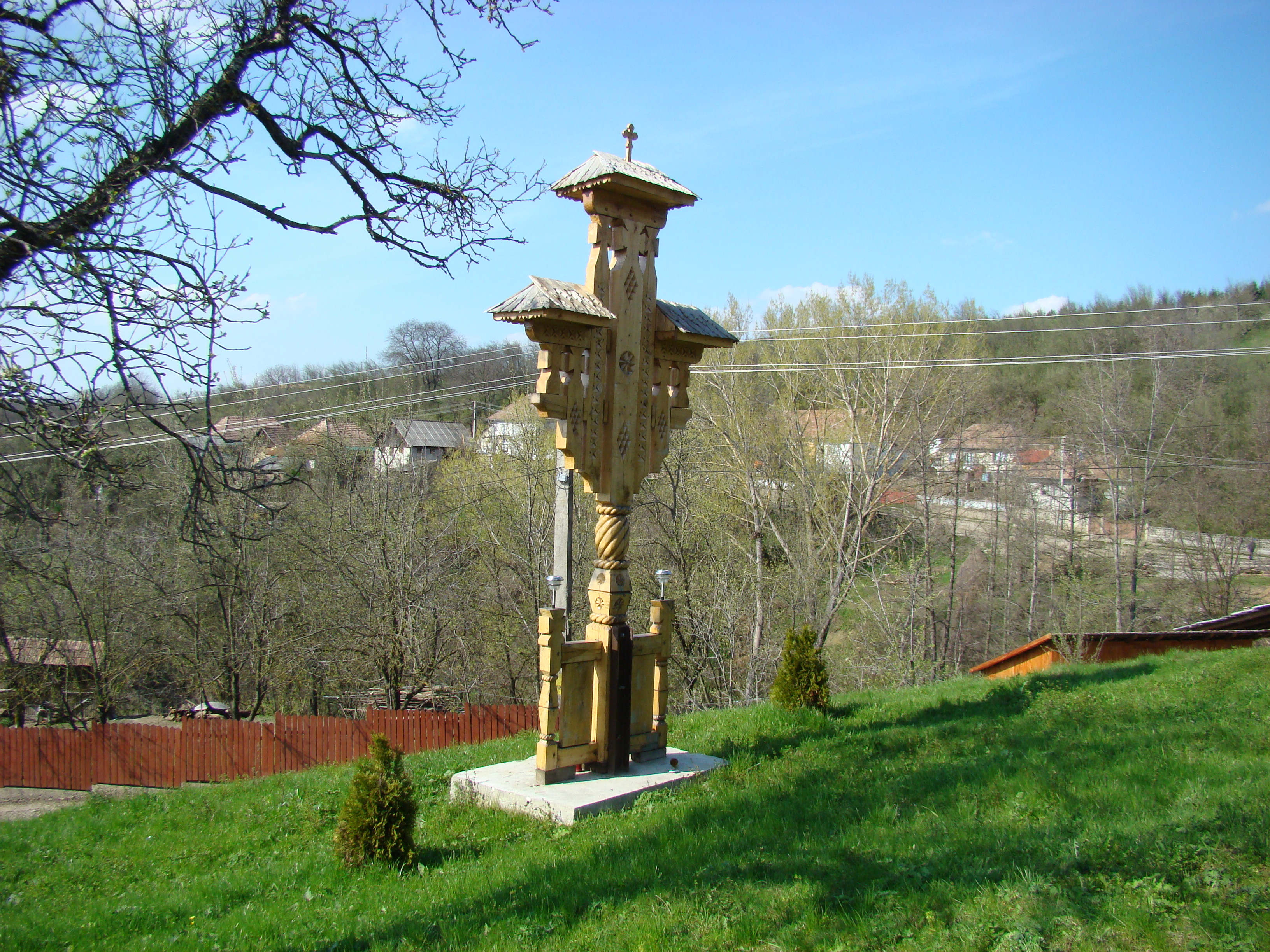
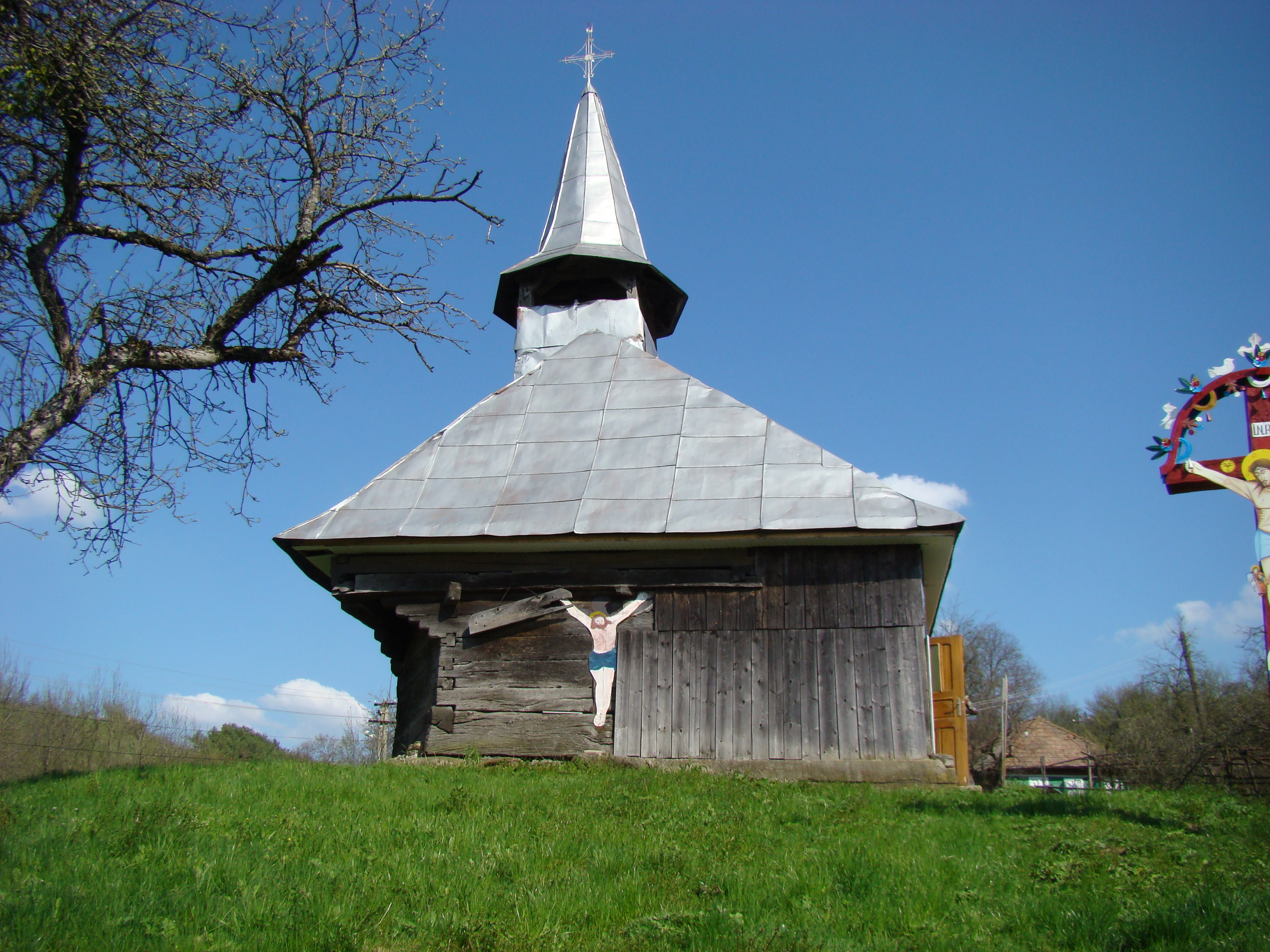
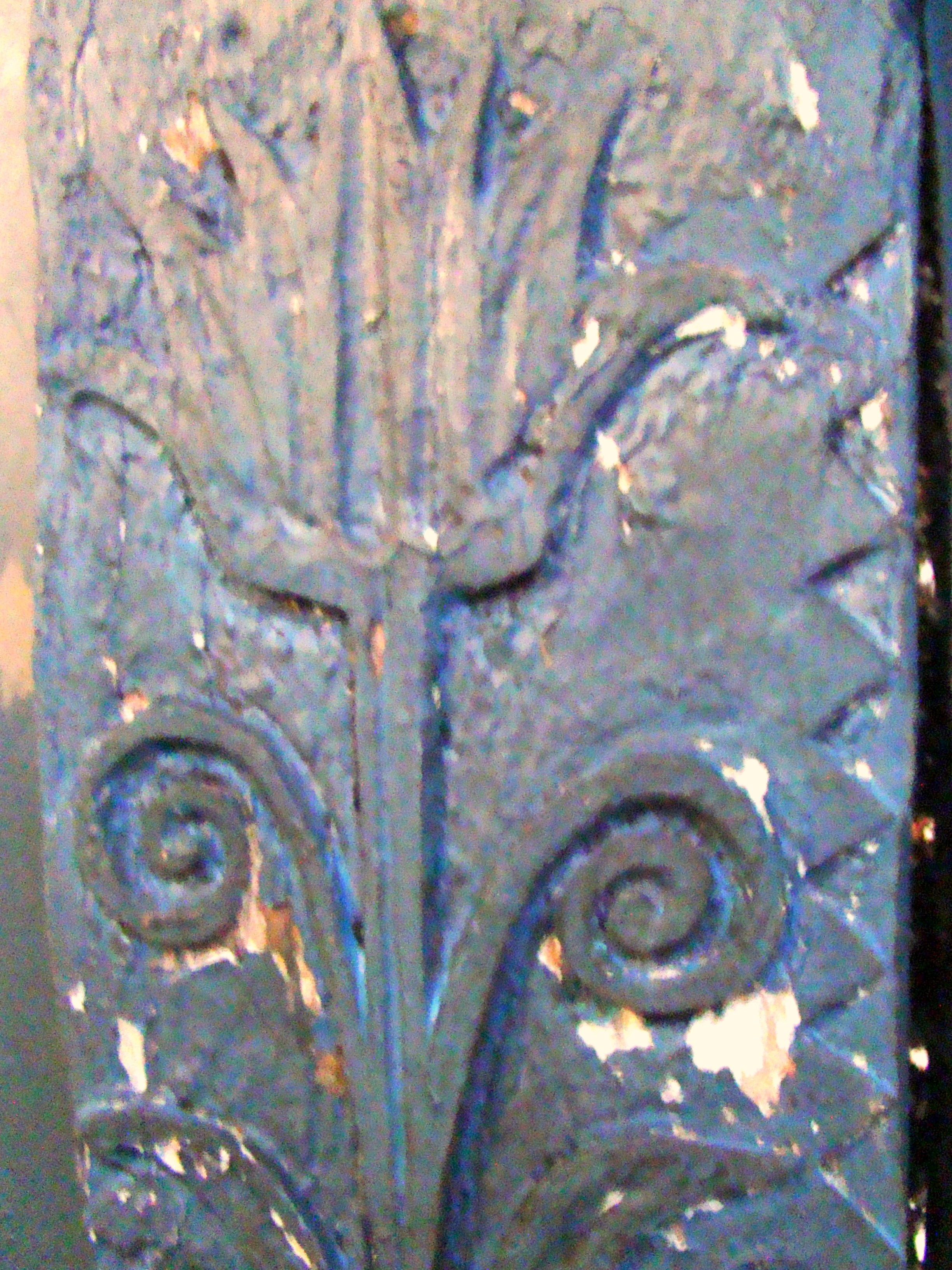
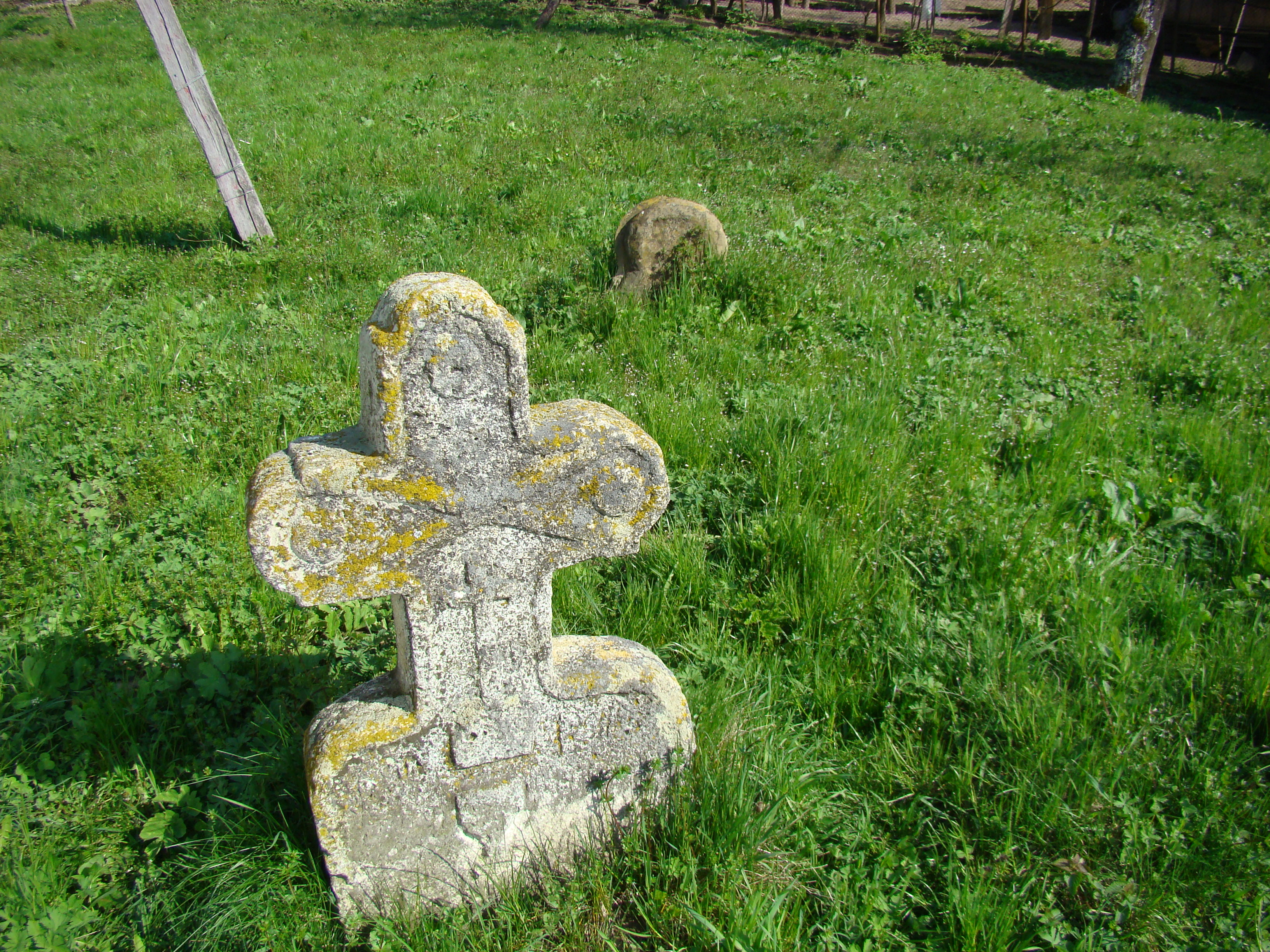